# Jaled Jaled (atleta)
Jaled Jaled es un deportista kuwaití que compitió en atletismo adaptado. Ganó una medalla de bronce en los Juegos Paralímpicos de Seúl 1988 en la prueba de lanzamiento de peso (clase C2).

## Palmarés internacional
| Juegos Paralímpicos | Juegos Paralímpicos  | Juegos Paralímpicos | Juegos Paralímpicos |
| Año                 | Lugar                | Medalla             | Prueba              |
| ------------------- | -------------------- | ------------------- | ------------------- |
| 1988                | Seúl (Corea del Sur) | Medalla de bronce   | Peso C2             |